# Jorge Habegger
Jorge Carlos Habegger (Buenos Aires, 19 oktober 1946) is een voormalig Argentijns voetbalcoach, die bij tal van clubs in Zuid-Amerika heeft gewerkt. Hij heeft ook de Ecuadoraanse nationaliteit.
Habegger was tevens bondscoach van Bolivia, tot tweemaal toe (1989-1990 en 2001-2002). Hij was daarnaast actief als clubcoach in Saoedi-Arabië, onder meer bij Al-Nassr en Al-Ettifaq. Zijn laatste club was Club Aurora in 2012.

## Bolivia
Habegger had gedurende zijn carrière de nationale ploeg van Bolivia tweemaal onder zijn hoede. In totaal zat hij zeventien keer langs de lijn.
| Interlands Bolivia onder leiding van Jorge Habegger | Interlands Bolivia onder leiding van Jorge Habegger | Interlands Bolivia onder leiding van Jorge Habegger | Interlands Bolivia onder leiding van Jorge Habegger | Interlands Bolivia onder leiding van Jorge Habegger | Interlands Bolivia onder leiding van Jorge Habegger |
| №                                                   | Datum                                               | Wedstrijd                                           | Uitslag                                             | Competitie                                          |                                                     |
| --------------------------------------------------- | --------------------------------------------------- | --------------------------------------------------- | --------------------------------------------------- | --------------------------------------------------- | --------------------------------------------------- |
| 1                                                   | 25 mei 1989                                         | Bolivia – Paraguay                                  | 3 – 2                                               | Vriendschappelijk                                   |                                                     |
| 2                                                   | 1 juni 1989                                         | Paraguay – Bolivia                                  | 2 – 0                                               | Vriendschappelijk                                   |                                                     |
| 3                                                   | 8 juni 1989                                         | Bolivia – Uruguay                                   | 0 – 0                                               | Vriendschappelijk                                   |                                                     |
| 4                                                   | 14 juni 1989                                        | Uruguay – Bolivia                                   | 1 – 0                                               | Vriendschappelijk                                   |                                                     |
| 5                                                   | 22 juni 1989                                        | Bolivia – Chili                                     | 0 – 1                                               | Vriendschappelijk                                   |                                                     |
| 6                                                   | 27 juni 1989                                        | Chili – Bolivia                                     | 2 – 1                                               | Vriendschappelijk                                   |                                                     |
| 7                                                   | 4 juli 1989                                         | Uruguay – Bolivia                                   | 3 – 0                                               | Copa América                                        |                                                     |
| 8                                                   | 6 juli 1989                                         | Ecuador – Bolivia                                   | 0 – 0                                               | Copa América                                        |                                                     |
| 9                                                   | 8 juli 1989                                         | Bolivia – Chili                                     | 0 – 5                                               | Copa América                                        |                                                     |
| 10                                                  | 10 juli 1989                                        | Argentinië – Bolivia                                | 0 – 0                                               | Copa América                                        |                                                     |
| 11                                                  | 20 augustus 1989                                    | Bolivia – Peru                                      | 2 – 1                                               | WK-kwalificatie                                     |                                                     |
| 12                                                  | 3 september 1989                                    | Bolivia – Uruguay                                   | 2 – 1                                               | WK-kwalificatie                                     |                                                     |
| 13                                                  | 10 september 1989                                   | Peru – Bolivia                                      | 1 – 2                                               | WK-kwalificatie                                     |                                                     |
| 14                                                  | 17 september 1989                                   | Uruguay – Bolivia                                   | 2 – 0                                               | WK-kwalificatie                                     |                                                     |
|                                                     |                                                     |                                                     |                                                     |                                                     |                                                     |
| 15                                                  | 14 augustus 2001                                    | Chili – Bolivia                                     | 2 – 2                                               | WK-kwalificatie                                     |                                                     |
| 16                                                  | 5 september 2001                                    | Paraguay – Bolivia                                  | 5 – 1                                               | WK-kwalificatie                                     |                                                     |
| 17                                                  | 6 oktober 2001                                      | Bolivia – Ecuador                                   | 1 – 5                                               | WK-kwalificatie                                     |                                                     |

## Erelijst
Club Bolívar
- Liga de Boliviano

1987, 1988, 1989, Apertura 1996
 Barcelona SC
- Campeonato Ecuatoriano

1991
 Boca Juniors
- Copa de Oro Nicolás Leoz

1993
 Jorge Wilstermann
- Liga de Boliviano

Apertura 2000
 CSD Municipal
- Liga Nacional

Apertura 2009